# Che uomo sei/Tender chiara
Che uomo sei/Tender chiara è il 42° singolo di Patty Pravo, pubblicato nel 2004 dall'etichetta discografica Pravitia/Epic.

## Il disco
Il singolo ebbe un discreto successo, fu il brano di punta dell'album Nic - Unic. Il primo ed unico utilizzato per la promozione dell'album. Nonostante non risulti fra i 100 singoli più venduti del 2004 raggiunse la 13° massima posizione

### Che uomo sei
Che uomo sei è una canzone scritta da Nicoletta Strambelli, Gianni Podda, Clementi, David Gionfriddo e . Il missaggio e la produzione sono di Gianluca Vaccaro, la co-produzione è di Clemente Ferrari e David Gionfriddo.
Il brano fu inserito nell'album Nic - Unic, come brano d'apertura.

### Tender chiara
Tender chiara è una canzone scritta da Nicoletta Strambelli,  Claudia Cotti Zelati e David Gionfriddo. Il missaggio e la produzione sono di Gianluca Vaccaro, la co-produzione è di Roberto Procaccini.
Il brano fu inserito nell'album Nic - Unic.

## Tracce
CD Single
1. Che uomo sei - 4:02
2. Tender chiara - 3:55